# 秋篠氏
秋篠氏（あきしのうじ）は、「秋篠」を氏の名とする氏族。姓（カバネ）は当初は宿禰、のち朝臣。

## 概要
古代の氏族である土師氏が源流とされる。
『続日本紀』によると、桓武天皇の天応2年5月（782年、この年の8月に延暦と改元）に、少内記で正八位上の土師宿禰安人が言うには、
「私たちの遠い祖先の野見宿禰は物の形象を造って殉死する人の代わりにしました。しかし、その後、子孫は凶儀（とされる葬儀）に預かるようになりました。先祖の業績をたずねて思いますに、これは本意ではありません。そこで一族の土師宿禰古人らは居住地の名前に因んで菅原と改氏しましたが、その時私、安人は遠国に任命されていました。そこで自分も土師の氏の名を改めて、秋篠とすることをお願いいたします」
上記のような請願により、詔で安人およびその兄弟男女6人に「秋篠」の氏が授けられたというのが氏の始まりである。その後、延暦4年（785年）8月に土師淡海とその姉の諸主らにも「秋篠宿禰」の氏姓が与えられている。その後、延暦9年（790年）12月に改氏姓された大江朝臣にならい、同月末に菅原道長・秋篠安人も朝臣姓を賜与されている。この時に土師一族の四腹（4系統）、即ち管理をする古墳の所在地に従って、菅原・秋篠・大枝の区分が取り決められた。大枝氏が「毛受」、すなわち百舌鳥古墳群の営まれた和泉国大鳥郡百舌鳥（大阪府堺市）を拠点としているように、大和国添下郡秋篠・菅原の地には、佐紀盾列古墳群や宝来山古墳が存在し、これらを本拠とした氏族であったものと思われる。
『日本後紀』によると、延暦15年（796年）7月に、河内国の大江・菅原・秋篠氏の者を右京に貫付（戸籍登録）したとあり  、同年の11月の記述に、「河内国志紀郡の荒田一町を正七位下秋篠朝臣清野に賜った」ともある 。弘仁2年（811年）3月に、河内国の土師宿禰常磐に秋篠朝臣を賜姓したともあり、河内国にも一族がいたことが見える 。なお、志紀郡土師郷は、古市古墳群の存在する地域でもある。
著名な人物は始祖の秋篠安人や、弘仁7年（816年）4月に卒去した永忠であるが、一族の中には弘仁3年（812年）6月に「左京の人従五位下秋篠朝臣上子（かみこ）・秋篠朝臣清子（きよこ）・右京の人従五位下秋篠朝臣室成（むろなり）・従七位上秋篠朝臣宅成（やかなり）らに御井朝臣を賜姓した」とあるように 、「御井（みい）朝臣」を名乗るものも現れており、また『続日本後紀』天長10年（833年）2月の秋篠雄継や秋篠吉雄のように菅原朝臣に改氏姓したものもあった 。